# Helena Frykestam
Helena Frykestam , född 19 januari 1984, är en fotbollsspelare från Sverige (försvarare). Hon är född i Sunne och började spela fotboll i Lysvik innan hon 1997 bytte till Mallbackens IF 1997. När Mallbacken spelade i Allsvenskan 2013 var det hennes 17:e säsong i klubben och hon var lagkapten. Efter säsongen meddelade hon att hon slutar som spelare för klubben.
Helena hette tidigare Nilsson i efternamn men gifte sig sommaren 2013 med Daniel Frykestam och tog då namnet Frykestam.